# Szőcs Margit
Szőcs Margit, születési nevén: Bakó Margit (Marosvásárhely, 1959. június 9. –) erdélyi magyar író, költő.

## Élete
Magyar–orosz szakon végzett a Babeș–Bolyai Tudományegyetemen. Kolozsváron él. 
Pályafutását viszonylag későn, meseíróként kezdte. Több gyermekkönyve jelent meg. 2013 óta rendszeresen közöl meséket és gyermekverseket a Napsugár és a Szivárvány gyermekirodalmi folyóiratokban. Felnőtt verseket is ír, melyek helyi és határon túli irodalmi folyóiratokban láttak napvilágot (Helikon, Látó, Székelyföld, Élet és Irodalom).

### Tanulmányai
Középiskolai tanulmányok: Alexandru Papiu Ilarian Főgimnázium, Marosvásárhely. Felsőfokú végzettség: magyar–orosz szak, Bölcsészkar, BBTE, Kolozsvár.

## Munkássága

#### Kötetei
- Madarász Béni, avagy az űrparittyás ajándéka – Koinónia, Kolozsvár, 2016
- Az összecsukható nagymama – Gutenberg, Csíkszereda, 2017
- Boldizsár a repülő meseszőnyegen – Koinónia, Kolozsvár, 2019
- Teofil – Gutenberg, Csíkszereda, 2022
- Ha belefáradsz a pihenésbe – Gutenberg, Csíkszereda, 2023
- Az eltolható birodalom – Gutenberg, Csíkszereda, 2023
- Amikor a sárkány belenyalt Boldizsár fagyijába - Koinónia, Kolozsvár, 2025

#### Róla írták
"Szőcs Margit azon meseírók közé tartozik, amilyenek többek közt Máté Angi, Elekes Dóra vagy Lázár Ervin: rendkívül markáns, azonnal felismerhető nyelvi világgal rendelkezik, amelyben szinte szó szerint körül lehet nézni, annyira érzékletesen mutatja be az elbeszélő a szereplőket, vagy határolja körül a teret, amelyben a cselekmény játszódik."

## Díjai
- 2017: Merítés-díj, jelölés (Madarász Béni, avagy az űrparittyás ajándéka)[2]
- 2018: 2017 legjobb gyermekkönyve díj – Magyar Gyermekirodalmi Intézet (Az összecsukható nagymama)[3]